# Loxley (Alabama)
Loxley ist eine Stadt im Baldwin County im US-Bundesstaat Alabama. Sie ist Teil der Daphne-Fairhope-Foley-Metropolregion. Loxley gewinnt zunehmend an Bedeutung als Wohnort für Pendler aus Daphne und Spanish Fort, da es über einen Anschluss an die Interstate 10 verfügt und nahezu mittig zwischen Mobile und Pensacola liegt.

## Geschichte

### 19. Jahrhundert
Im Jahr 1870 gründete der aus Chicago stammende John Loxley ein Holzfällerwerk in einem Gebiet, das zuvor als Bennet bekannt war. Dieses Lager umfasste ein Kontor und ein Sägewerk. Die mit Loxley angereisten Arbeiter siedelten sich hier dauerhaft an. Nachdem das Holz erschöpft war, kehrte John Loxley nach Chicago zurück.

### 20. Jahrhundert
Am 5. Mai 1906 wurde die Bahnstrecke der Bay Minette and Fort Morgan Railroad von Bay Minette über Loxley Fort Morgan fertiggestellt. Zuvor war der Ort nur über Bay Minette erreichbar. Im selben Jahr eröffnete Octavia Sauer das örtliche Postamt und fungierte gleichzeitig als Postmeisterin und Bahnhofsagentin.
Um 1920 verfügte Loxley bereits über zahlreiche Geschäfte, darunter ein Eiergeschäft, mehrere Gemischtwarenläden, Bank, Hotel, Schmiede und eine Zementblockfabrik. 1925 wurde eine Schule errichtet. Die Eingemeindung erfolgte im März 1957.
Die Bahnstrecke wurde 1907 von der Louisville and Nashville Railroad übernommen und in den 1970er-Jahren eingestellt.

## Geografie
Loxley liegt im südlichen Zentrum des Baldwin County. Der U.S. Highway 90 verläuft durch das Stadtzentrum und verbindet den Ort nach Osten mit Robertsdale und Pensacola sowie nach Westen mit Spanish Fort und Mobile. Die Interstate 10 verläuft im Norden der Stadt und ist über die Ausfahrt 44 (Alabama State Route 59) erreichbar.
Das Stadtgebiet umfasst 83,54 km², davon entfallen 82,55 km² auf Land und etwa 0,99 km² (1,15 %) auf Wasserflächen.

## Verwaltung
Loxley wird durch einen Bürgermeister und einen Stadtrat regiert, die alle vier Jahre gewählt werden. Am 20. Mai 2022 erhielt Loxley offiziell den Status einer City.

## Bildung
Die Stadt gehört zum Schulsystem der Baldwin County Public Schools.

## Veranstaltungen
Im Frühjahr findet in Loxley das Baldwin County Strawberry Festival statt.